# آني غاردنر بار
آني غاردنر بار قالب:Lang-en-ca هي رسامة كندية، ولدت في 29 يوليو 1864، وتوفيت في 29 يونيو 1921.